# Termin
För det ekonomiska begreppet, se terminskontrakt.
Termin betyder egentligen bestämd tid eller tidsperiod, något som återspeglas i de båda betydelserna vi brukar använda i svenskan: en ekonomisk term eller en del av ett läsår.

## Terminer i skolan
Ett läsår i svenska skolor brukar vanligen delas in i hösttermin och vårtermin. Andra system existerar. I Tyskland (där ordet är Semester) används ofta vintertermin och sommartermin. I en del länder används treterminssystem, och treterminssystem finns även på vissa håll i Sverige.
På eftergymnasiala studier, till exempel högskola, representerar en termin 20 veckors heltidsarbete, det vill säga 30 högskolepoäng (20 poäng enligt det meritsystem som användes i Sverige innan den 1 juli 2007).
I Sverige används oftast följande terminssystem från förskoleklass till gymnasieskolan.

### Höstterminen
Hösttermin kallas läsårsperioden från slutet av (i vissa fall mitten av) augusti till mitten av december i Sveriges skolor. Höstterminen kommer efter sommarlovet, och inleder ny årskurs/kurs. Höstterminen är något kortare än vårterminen, men har bara höstlovet som ledighet. Hösttermin är den första och inledande terminen på läsåret och årskursen. När höstterminen är slut har eleverna jullov.

#### Kroatien
I Kroatien börjar skolbarnen höstterminen i september oftast den 1 september, liksom i många andra europeiska länder, och slutar i slutet av december, vanligast den 23 december. Eftersom det ofta varit varmt och soligt i början av september, har därför terminsstarten skjutits fram en/två vecka/or i september, ibland ända till den 14 september.
Kroatien har liksom bland annat Österrike inget sammanhängande höstlov utan endast lediga dagar runt Allhelgonahelgen och Luciahelgen.

#### Sverige
I Sverige, och resten av Norden, börjar höstterminen normalt i slutet av augusti (i några enstaka skolor börjar höstterminen i mitten av augusti), och slutar i mitten av december, runt den 20 december. På till exempel högskolan börjar studenterna dock senare, oftast vid månadsskiftet augusti–september. I mitten av terminen, vid månadsskiftet oktober–november, infaller höstlovet.

#### Tyskland
I Tyskland börjar terminen olika beroende på Bundesland. I till exempel Bayern börjar eleverna terminen i slutet av september efter ett 6 veckor långt sommarlov, från i mitten av augusti, medan man i Schleswig-Holstein börjar i början av september.
Höstlovet är cirka 1–3 veckor långt. Alla elever slutar i december månad.

### Vårterminen
Vårtermin kallas läsårsperioden från mitten av januari till mitten av juni i Sveriges skolor. Vårterminen kommer efter jullovet. Vårterminen är något längre än höstterminen, men har fler lovdagar. Vårterminen är den andra och avslutande terminen på läsåret och årskursen. När vårterminen är slut blir det sommarlov, och då har eleverna avslutat en årskurs/kurs.